# Otto Pettersson
Sven Otto Pettersson, född 12 februari 1848 i Göteborg, död där 16 januari 1941, var en svensk kemist och havsforskningspionjär. Han var professor i kemi och under en dramatisk period även rektor vid Stockholms högskola. Han var uppfinnare av främst oceanografiska instrument, men också av en ubåt, ett vindkraftverk, en livflotte med mera, men framsatte även en mängd djärva hypoteser inom oceanografin.

## Biografi
Pettersson blev student vid Uppsala universitet 1866, filosofie doktor 1872 och docent i fysikalisk kemi 1874 i Uppsala, förordnades 1881 till lärare och 1884 till professor i kemi vid Stockholms högskola, varifrån han avgick 1909, då han bosatte sig på Holma nära Lysekil vid Gullmarsfjorden, där han 1902 tillsammans med Gustaf Ekman inrättat Bornö hydrografiska fältstation.
Petterssons främsta arbeten faller inom den fysikaliska och oorganiska kemins samt hydrografins områden. Till den förstnämnda avdelningen hör bland annat Experimentelle Methoden und Untersuchungen in der physikalischen Chemie (1879) och hans många (tillsammans med Lars Fredrik Nilson utförda) undersökningar angående tätheten och andra fysiska egenskaper hos oorganiska föreningar (särskilt klorider av indium, gallium, järn, aluminium, krom, beryllium och sällsynta jordarter) vid höga temperaturer (1880–89), vidare hans bestämningar av kroppars specifika värme och smältvärme (1878–80). Hit hör även hans analytiska arbeten, särskilt utarbetandet av särdeles noggranna och allmänt användbara metoder för gasanalys (1886–92). På övergångsområdet mellan de båda grupperna står hans försök angående vattens och is egenskaper (1878–83).
På hydrografins område författade Pettersson många synnerligen betydande arbeten, om bland annat källors och vattenledningsvattens halt av gaser (tillsammans med Klas Sondén, 1889), det sibiriska havets (1883) samt Östersjöns och Nordsjöns vatten (1892–97, delvis tillsammans med Ekman). De sistnämnda forskningarna ledde honom till undersökningar angående praktiska frågor, såsom fisket (särskilt bohuslänska sillfisket, 1892) och väderprognoser för längre tid (1896) samt om orsakerna till vegetationsperiodens tidigare eller senare inträde olika år (1899). Tillsammans med Ekman utgav han en berättelse om Norra ishavets hydrografi 1896–97 (1898). Vidare skrev han en teoretisk avhandling om issmältningens inflytande på den oceaniska cirkulationen (1904) och om sambandet mellan hydrografiska och meteorologiska företeelser (1912). Av stort intresse är hans upptäckt av tidvattensrörelser i de djupare vattenlagren (1909). Han skrev vidare bland annat Innere Bewegungen in den Zwischenschichten des Meeres und der Atmosphäre (i Vetenskapssocietetens i Uppsala "Nova acta", 1923).
På Petterssons initiativ inbjöd den svenska regeringen till den första hydrografiska internationella konferensen, i Stockholm 1899. Det ännu existerande Internationella Havsforskningsrådet ICES tillkom på Petterssons initiativ 1902. Han var också den ledande mannen i den hydrografiska kommissionen (1892–1900) och i den hydrografisk-biologiska kommissionen (från 1901).
De flesta av Petterssons arbeten trycktes i Vetenskapsakademiens, Lantbruksakademiens och Vetenskapssocietetens i Uppsala publikationer, i "Journal für praktische Chemie", "Berichte der deutschen chemischen Gesellschaft", "Zeitschrift für analytische Chemie", "Meteorologische Zeitschrift", "Hygiea", "Geographical Journal", "Journal of the Royal Meteorological Society", "Publications de circonstance" (Köpenhamn) och "Vegaexpeditionens vetenskapliga iakttagelser". Han blev ledamot av Vetenskapsakademien 1889, av Lantbruksakademien 1894 (hedersledamot 1911), av Vetenskaps- och vitterhetssamhället i Göteborg 1898 (hedersledamot 1908) och av Vetenskapssocieteten i Uppsala 1904. På hans 75-årsdag (1923) tillägnades honom en festskrift.

## Familj
Otto Pettersson var son till grosshandlaren Johan Fredrik Pettersson och hans maka Emilie, född Borgman. Han gifte sig 1875 med Agnes Irgens (1851-1928), dotter till norske generalmajoren och statsrådet Nils Christian Irgens och hans maka Louise Fredrikke, född Linaae. Otto Pettersson var bror till landshövdingen Fredrik Pettersson och far till Hans Pettersson, Sveriges förste professor i oceanografi. Otto Pettersson är begravd på Östra kyrkogården i Göteborg.

## Tryckta skrifter
Se "Företeckning över Otto Petterssons från trycket utgivna skrifter" i Festskrift tillägnad professor Otto Pettersson den 12 februari 1923. Göteborg 1923, s. 99-114.